# Município de Tymochtee (condado de Wyandot, Ohio)
O município de Tymochtee (em inglês: Tymochtee Township) é um município localizado no condado de Wyandot no estado estadounidense de Ohio. No ano de 2010 tinha uma população de 1.124 habitantes e uma densidade populacional de 11,99 pessoas por km².

## Geografia
O município de Tymochtee encontra-se localizado nas coordenadas 40° 57′ 16″ N, 83° 15′ 26″ O. Segundo a Departamento do Censo dos Estados Unidos, o município tem uma superfície total de 93.77 km², da qual 93,67 km² correspondem a terra firme e (0,1 %) 0,1 km² é água.

## Demografia
Segundo o censo de 2010, tinha 1.124 habitantes residindo no município de Tymochtee. A densidade populacional era de 11,99 hab./km². Dos 1.124 habitantes, o município de Tymochtee estava composto pelo 98,31 % brancos, o 0,89 % eram de outras raças e o 0,8 % eram de uma mistura de raças. Do total da população o 2,22 % eram hispanos ou latinos de qualquer raça.